# Concrete
Concrete – miasto w Stanach Zjednoczonych, w stanie Waszyngton, w hrabstwie Skagit.